# Lijst van spelers van Sportclub Enschede
Dit is een lijst van voetballers die minimaal één officiële wedstrijd hebben gespeeld in het eerste elftal van de Nederlandse voormalig betaaldvoetbalclub Sportclub Enschede.

## A
- Jaap Advocaat

## B
- Dais ter Beek
- András Béres
- Arnold Bosch
- Henk Bosveld
- Richard Brousek
- Gerard Brouwer
- Wim Busschers

## D
- René Dijckmans
- Issy ten Donkelaar
- Ger Donners

## E
- Eef Eichelsheim
- Piet van Ek

## F
- Wim Feldmann
- Helmut Fottner
- Hans Fransen
- Arnold Frölich

## G
- Chris Geutjes
- Henk Gieskes

## H
- Hans van der Hoek
- Job Hoomans

## J
- Chiel Jansen
- Joop Janssen
- Richard Jongman

## K
- Theo Kalter
- Gerrit Kerkdijk
- Pierre Kerkhoffs
- Willem Koers
- Spitz Kohn

## L
- Piet Lagarde
- Rolf Lendzian
- Abe Lenstra
- Cor Luiten

## M
- Jurrie Mansveld
- Gerrit Moddejonge
- Henny Moddejonge
- Hennie Möring
- Henk Mulder

## N
- Gyula Nemes
- Hennie Nieuwenhuis
- Jan Nijhuis

## O
- Joop Odenthal
- Henk Oonk
- Hennie Oonk
- Kalle Oranen

## P
- Joe Peters
- Hans Pfeiffer
- Johan Plageman
- Gerrit Plas
- Hans Poorthuis

## R
- Helmut Rahn
- Dick Reekers
- Jan Rompelman

## S
- Rinus Schaap
- Huub Scherpenisse
- Herman Schouwink
- Sepp Seemann
- Frans Stallen

## V
- Willem de Vries
- Gerrit Voges
- Ruud Vondeling

## W
- Kees Warringa
- Henny Weering
- Arend van der Wel
- Jo Weustink
- Ben Wiggers
- Jan van de Wint
- Hilly Wip
- Piet van Wylick

## Z
- Bertus van Zoeren
- Ben Zweers